# Arbö Gebrüder Weiss-Oberndorfer/2013
Deze pagina geeft een overzicht van de Arbö Gebrüder Weiss-Oberndorfer-wielerploeg in 2013. 

## Algemene gegevens
Algemeen manager: Erwin Hörtl
Ploegleiders: Oskar Hauser, Wolfgang Erler, Silvia Hauser, Miroslav Kirh, Günter Laufer
Fietsmerk: KTM
Budget: niet bekend

## Renners
| Naam                          | Geboortedatum | Nationaliteit | Ploeg 2012         |
| ----------------------------- | ------------- | ------------- | ------------------ |
| Benjamin Edmüller             | 08-08-1987    | Duitsland     |                    |
| Tobias Erler                  | 17-05-1979    | Duitsland     |                    |
| Michael Gogl                  | 04-11-1993    | Oostenrijk    |                    |
| Thomas Hasibeder              | 25-08-1990    | Oostenrijk    | Geen               |
| Adam Homolka                  | 12-02-1978    | Tsjechië      | WSA-Viperbike      |
| Benedikt Kendler              | 09-10-1991    | Duitsland     | Stage              |
| Jakub Kratochvila             | 26-08-1988    | Tsjechië      |                    |
| Maximilian Kuen (vanaf 01/06) | 26-05-1992    | Oostenrijk    | Tirol Cycling Team |
| Petr Lechner                  | 14-03-1984    | Tsjechië      |                    |
| Stefan Matzner                | 24-04-1993    | Oostenrijk    | Neo                |
| Andreas Müller                | 25-11-1979    | Oostenrijk    | Neo                |
| Lukas Ranacher                | 25-08-1992    | Oostenrijk    |                    |
| Daniel Reiter                 | 13-07-1991    | Oostenrijk    |                    |
| Alexander Schrangl            | 10-05-1985    | Oostenrijk    |                    |
| Lukas Zeller                  | 20-09-1994    | Oostenrijk    | Neo                |

## Overwinningen
Geen
2008 · 2009 · 2010 · 2011 · 2012 · 2013